# Експеримент (Джорджія)
Експеримент (англ. Experiment) — переписна місцевість (CDP) в США, в окрузі Сполдінг штату Джорджія. Населення — 3328 осіб (2020).

## Географія
Експеримент розташований за координатами 33°16′51″ пн. ш. 84°16′29″ зх. д. / 33.28083° пн. ш. 84.27472° зх. д. (33.280729, -84.274816).  За даними Бюро перепису населення США в 2010 році переписна місцевість мала площу 7,72 км², з яких 7,70 км² — суходіл та 0,02 км² — водойми.

## Демографія
Згідно з переписом 2010 року, у переписній місцевості мешкали 2894 особи в 1020 домогосподарствах у складі 727 родин. Густота населення становила 375 осіб/км².  Було 1183 помешкання (153/км²).
Расовий склад населення:
| - 52,1 % — чорних або афроамериканців - 44,0 % — білих - 0,4 % — корінних американців - 0,2 % — вихідців з тихоокеанських островів - 0,1 % — азіатів - 1,7 % — осіб інших рас |

До двох чи більше рас належало 1,4 %. Частка іспаномовних становила 3,9 % від усіх жителів.
За віковим діапазоном населення розподілялося таким чином: 25,8 % — особи молодші 18 років, 59,9 % — особи у віці 18—64 років, 14,3 % — особи у віці 65 років та старші. Медіана віку мешканця становила 35,9 року. На 100 осіб жіночої статі у переписній місцевості припадало 92,4 чоловіків;  на 100 жінок у віці від 18 років та старших — 88,1 чоловіків також старших 18 років.
Середній дохід на одне домашнє господарство  становив 31 792 долари США (медіана — 21 681), а середній дохід на одну сім'ю — 36 614 долари (медіана — 26 971). За межею бідності перебувало 43,0 % осіб, у тому числі 50,3 % дітей у віці до 18 років та 36,5 % осіб у віці 65 років та старших.
Цивільне працевлаштоване населення становило 806 осіб. Основні галузі зайнятості: освіта, охорона здоров'я та соціальна допомога — 30,6 %, транспорт — 14,5 %, роздрібна торгівля — 11,5 %, виробництво — 10,3 %.